# Impacto (canção)
"Impacto" é o primeiro single do cantor porto-riquenho Daddy Yankee, com um remix com participação da cantora norte-americana Fergie, em seu álbum El Cartel: The Big Boss (2007). Ambas as canções foram produzidas por Scott Storch.

## Faixas e formatos
CD Single promocional
1. "Impacto" (Versão do Álbum)
2. "Impacto" (Instrumental)
3. "Impacto (Remix)" (versão "limpa") (participação de Fergie)
4. "Impacto (Remix)" (versão "suja") (participação de Fergie)

CD Single norte-americano
1. "Impacto" (Versão do Álbum)
2. "Impacto (Remix)" (participação de Fergie)
3. "Impacto" (Videoclipe)

## Videoclipe
Dois videoclipes foram gravados, um com participação de Fergie e outro sem. O videoclipe com Fergie mostra os dois cantando e dançando em várias cidades incluindo Londres e Tóquio. Este videoclipe contém a música e algumas partes do clipe original, adicionando Fergie em algumas partes.
O videoclipe da versão original estreou no Yahoo! Music no dia 9 de Maio de 2007 e o videoclipe do remix no dia 8 de Maio, no TRL da MTV.

## Desempenho nas paradas
| Top (2007)                                    | Melhor posição |
| --------------------------------------------- | -------------- |
| Argentina - Top 100 Singles                   | 9              |
| Chile - Top 20 Singles                        | 2              |
| Estados Unidos - Billboard Top Faixas Latinas | 2              |
| Estados Unidos - Billboard Hot 100            | 56             |
| Estados Unidos - Billboard Pop 100            | 54             |